# Maxmiliánův dvůr (Kroměříž)
Maxmiliánův dvůr (také Maxův dvůr) v Kroměříži je soubor tří staveb s ohradní zdí v západní části Podzámecké zahrady, vybudovaný v letech 1841–1845 či 1844–1845 podle projektu Antona Archeho, který je součástí areálu arcibiskupského zámku a kroměřížských zahrad, s nimiž je chráněn jako součást světového dědictví UNESCO.

## Vznik stavby
Areál byl vybudován z popudu olomouckého arcibiskupa Maxmiliana Josefa Gottfrieda Sommerau – Beckha v Podzámecké zahradě jako vzorové hospodářské stavení. Tento projekt byl součástí velké přestavby zahrady, která se postupně změnila v park anglického typu. Jeho koncept navrhl a zapracoval architekt Antonín Arche. Ten ve svém projektu propojil vytváření širokých volných luk spolu s vysázením vzácných stromů ve skupinách i jako solitéry. Dále propojil listnaté a jehličnaté stromy a keře. Jeho návrh obsahoval i další úpravy parku jako vodoteče nebo do té doby nepoužívané stavby z litiny, kterou vyráběly arcibiskupské železárny.

## Popis areálu
Areál Maxmiliánova dvora byl postaven v západní části Podzámecké zahrady za Dlouhým rybníkem za Mlýnským ramenem řeky Moravy. Areálu dominuje budova, jejíž funkcí bylo naplňovat hospodářské požadavky arcibiskupského zámku a později i zaměstnanců Arcibiskupských lesů a statků. Šlo v podstatě o mléčnou farmu s kravínem a vedle ekonomické funkce měla i další, vzdělávací. Ukázat totiž rolníkům, jak lze chovat především hovězí dobytek.
Autor přestavby Antonín Arche zvolil formu anglické ornamental form nebo francouzské ferme ornée. Ceněná budova svou výstavností spolu s hospodářskou funkcí byla obdivována, ale našly se i hlasy, které ji kritizovaly. Uváděly, že pro chov hospodářských zvířat je příliš okázalá. Právě to, že výsledná podoba Maxmiliánova dvora byla koncipována do klasicizujícího zámečku jej okamžitě zařadila mezi architektonické skvosty nejen Podzámecké zahrady, ale i celé Kroměříže.
Obdélníkový půdorys stavby lze rozdělit na tři části v poměru 1:3:1 s dominantní stáji pro 50 krav ve střední části. V budově byl také vytvořen unikátní salonek pro návštěvníky, který v době vzniku ale i mnoho let poté, nabízel možnost ochutnat mléko z místní produkce.
Směrem k zámku, k velké louce, a především ke kroměřížskému zámku, byla vytvořena kolonáda. Ve střední části kolonády se nachází portikus se schodištěm završený trojúhelníkovým tympanonem ozdobený znakem olomouckého arcibiskupa Maxmiliána Sommerau-Beckha. Pod tympanonem se nachází vlys s nápisem MACXMILIAN IOSEPHUS a pod ním v římse letopočet MDCCCXLV.
Budova obsahovala i ubytování pro správce areálu i pro obslužný personál, pro děvečky a pro pasáka, stáj pro koně, stodola pro umístění povozů, sklady pro nářadí, aj. Součástí byla i stáj pro nemocná zvířata. Areál byl propojen cestou, kterou na vyjížďky koňskými spřeženími využívali zájemci o tento druh zábavy.

#### Pionýrská louka
Směrem k arcibiskupskému zámku, ohraničená téměř třímetrovou zdí, se nachází louka, které se od nezjištěného data v šedesátých letech 20. století říká pionýrská. Oficiální datum pojmenování se v archívech nedochoval. Původně sloužila jako sportovní, a hlavně atletický areál. Později na nich vznikly tenisové kurty. Pořádaly se na ní sportovní akce, hasičské soutěže, lidové slavností včetně dožínek, koncerty pod širým nebem. V minulosti zde byly instalovány kolotoče, upoutaný motocykl a další atrakce a v devadesátých letech i v současnosti neexistující kemp. 

#### Hipologické muzeum
V areálu Maxmiliánova dvora se nachází ojedinělá sbírka koňských kopyt s různými anomáliemi a chorobami koní v Hipologickém muzeu. Součástí je i sbírka různých typů podkov používaných při léčbě různých onemocnění kopyt, sbírka chrupu koní, podle které lze odhadnout věk zvířete. Sbírky patří k největším svého druhu ve východní Evropě.

## Současnost Maxmiliánova dvora
Maxmiliánův dvůr byl po roce 1948 zestátněn. Fungovala v něm poté veterinární ambulance a veterinární nemocnice pro nejširší veřejnost až do roku1990.  Po sametové revoluci nebyl areál Maxmiliánova dvora olomouckému arcibiskupství v rámci restitucí vrácen, neboť patří Zlínskému kraji. Ten jej do r. 1994 pronajal soukromému chovateli. Po roce 1995 zde působilo zemědělské učiliště. V budově Maxmiliánova dvora uskutečnilo stavební úpravy, vznikla zde boxová stání. Učiliště se spojilo v roce 2002 se Střední odbornou školou služeb. V současnosti v areálu Maxmiliánova dvora působí SŠHS. Vedou se jednání o možnosti převzetí areálu městem Kroměříž od Zlínského kraje. Areál je neudržovaný a vyžaduje výrazně investice do jeho obnovy. 